# 갈옷

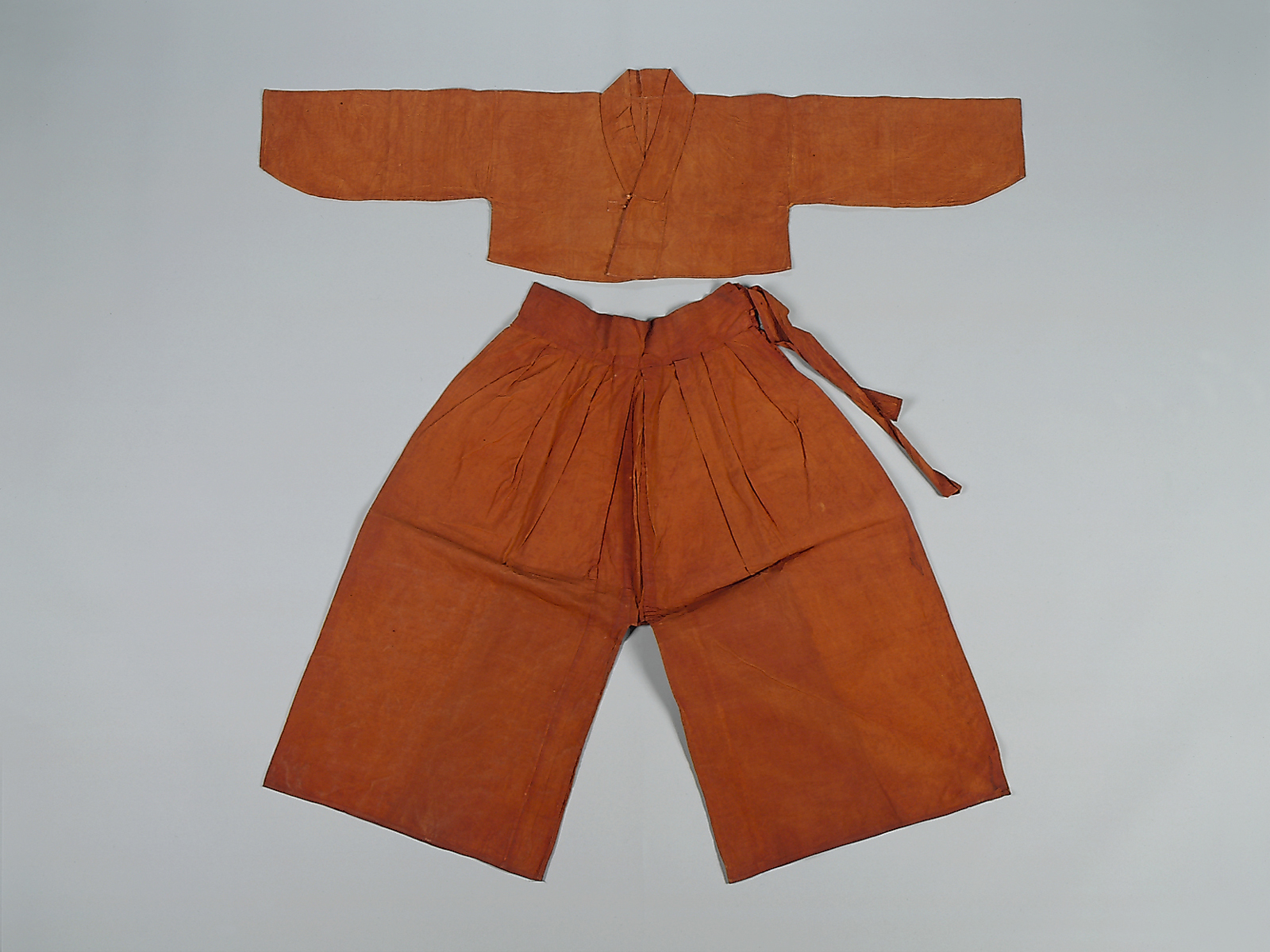
무명에 덜익은 감으로 염색한 갈옷.

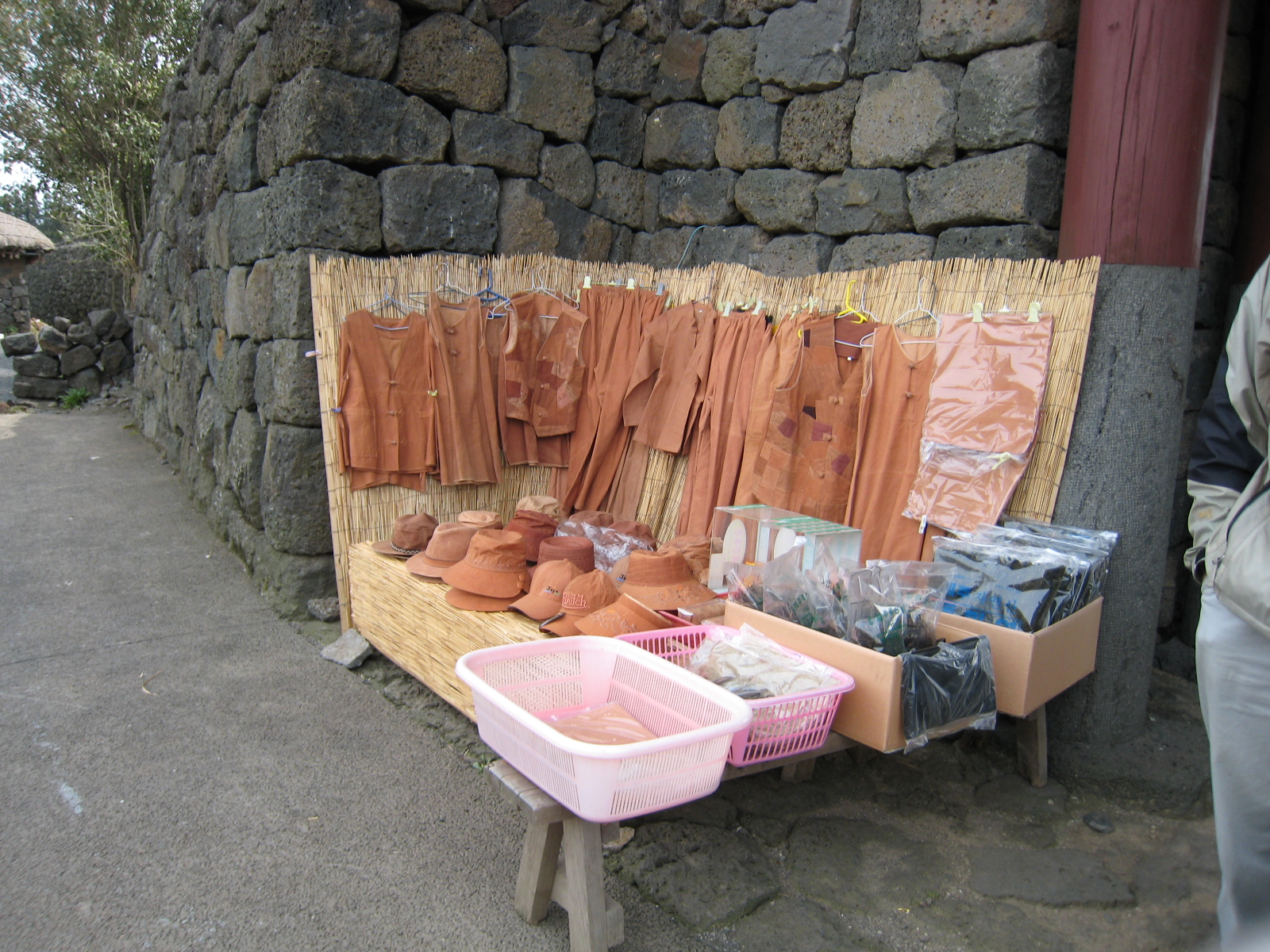
현대화된 갈옷의 모습

갈옷은 감물 염색을 한 고동색의 제주도 전통 의상으로, 주로 노동복으로 사용되었다. 갈옷은 입으면 시원하고 땀이 나도 몸에 달라붙지가 않고 땀이 묻은 옷을 그냥 두어도 썩거나 냄새가 나지 않았고, 옷 염색으로 사용된 감은 제주도에서 구하기 쉬운 열매였기 때문에 노동복과 일상복으로 많이 사용되었다.
갈옷을 언제부터 입게 되었는지 파악할 수 있는 역사적인 기록물이나 유물들은 거의 전무한 상태이다. 감물을 이용한 염색은 예로부터 한국, 일본, 중국, 동남아시아 등에서 행해졌다는 문헌 기록이 남아있고, 제주도에서는 이들의 국가와 국제 무역을 했다는 문헌 기록이 있다. 고려 시대부터는 제주도가 지방 체계에 포함되고, 충렬왕 3년부터 100여년간 원나라가 제주도를 점거하게 되는 데 이 때 제주도 복식에 상당한 영향을 끼친 것으로 여겨진다.
갈옷의 종류에는 남자는 갈적삼과 갈중이가 있으며, 여자는 갈적삼과 갈굴중이가 있다. 1950년대에서 1960년대까지도 제주의 주민들은 갈옷을 많이 입었으나 1970년대부터 복장이 현대화 되면서 갈옷 착용이 점차 줄어들었다. 또한 다양한 디자인으로 인해 외출복뿐만 아니라 침구류와 생활용품, 실내 장식 재료로 활용되고 있다.

#### 여자
- 갈적삼
- 갈굴중

#### 남자
- 갈적삼
- 갈중이

## 같이 보기
- 염색
- 한복
- 한국의 문화

## 참고 자료
- 고운 감즙을 들인 갈옷[깨진 링크(과거 내용 찾기)] - 디지털제주시문화대전